# Pěněnský rybník
Pěněnský rybník, jinak zvaný také Dřevo (německy Holzwehrteich), je hospodářský rybník na Pěněnském potoce, přítoku Nežárky. Jeho katastrální výměra činí téměř 75 ha. Hráz, dlouhá cca 112 m, se nachází nad obcí Horní Pěna při silnici II/128 Jindřichův Hradec - Nová Bystřice. Rybník je v soukromém vlastnictví a je využíván k rybochovným účelům, čemuž odpovídá i kvalita vody. Na jeho východním břehu vyrostla v 60. - 80. letech 20. století rozsáhlá chatová kolonie. Pěněnský rybník se řadí mezi nejstarší rybníky na Hradecku. Nejstarší spolehlivě dochovaná zmínka o něm je z roku 1437.